# Тоай (департамент)
Департамент Тоай  (исп. Departamento de Toay) — департамент в Аргентине в составе провинции Ла-Пампа.
Территория — 5092 км². Население — 12409 человек. Плотность населения — 2,40 чел./км².
Административный центр — Тоай.

## География
Департамент расположен в центральной части провинции Ла-Пампа.
Департамент граничит:
- на севере — с департаментом Конело
- на востоке — с департаментами Санта-Роса, Атреуко
- на юге — с департаментом Утракан
- на западе — с департаментом Ловентуэ

## Административное деление
Департамент состоит из 1 муниципалитета:
- Тоай

## Важнейшие населенные пункты[3]
| № | Населённый пункт | Населённый пункт (исп.) | Категория | Население чел. (2010) | На карте                        |
| - | ---------------- | ----------------------- | --------- | --------------------- | ------------------------------- |
| 1 | Тоай             | Toay                    | город     | 11626                 | 36°40′27″ ю. ш. 64°22′50″ з. д. |
| 2 | Качируло         | Cachirulo               | поселок   | 40                    | 36°44′56″ ю. ш. 64°22′05″ з. д. |